# جيمس كومي
جيمس بريان كومي الابن (بالإنجليزية: James Brien Comey)‏(14 ديسمبر 1960-)، هو محامٍ أمريكي، شغل منصب المدير السابع لمكتب التحقيقات الفيدرالي من عام 2013 حتى إقالته في مايو 2017. كان كومي مسجلاً كعضو في الحزب الجمهوري لمعظم سنوات حياته، لكنه صرّح في عام 2016 بأنه أصبح غير منتمٍ لأي حزب سياسي.
خلال إدارة الرئيس جورج دبليو بوش، شغل كومي منصب المدعي العام الأمريكي للمنطقة الجنوبية من ولاية نيويورك من يناير 2002 إلى ديسمبر 2003، ثم تولى منصب نائب المدعي العام للولايات المتحدة من ديسمبر 2003 حتى أغسطس 2005. وفي أغسطس 2005، غادر كومي وزارة العدل الأمريكية ليشغل منصب نائب رئيس أول في شركة "لوكهيد مارتن" كمستشار قانوني عام. وفي عام 2010، أصبح المستشار القانوني لشركة "بريدج ووتر أسوشيتس". وفي أوائل عام 2013، غادر بريدج ووتر ليصبح باحثًا أكاديميًا كبيرًا وزميل "هرتوغ" في قانون الأمن القومي في كلية الحقوق بجامعة كولومبيا. كما شغل عضوية مجلس إدارة مجموعة إتش إس بي سي حتى يوليو 2013.
في سبتمبر 2013، عيّنه الرئيس باراك أوباما مديرًا لمكتب التحقيقات الفيدرالي. وفي هذا المنصب، تولى الإشراف على تحقيق المكتب في قضية البريد الإلكتروني لهيلاري كلينتون. وقد كانت أدواره خلال الانتخابات الرئاسية الأمريكية عام 2016 مثيرة للجدل بشكل كبير. ويعتقد بعض المحللين أن قراراته قبيل الانتخابات ربما كانت سببًا في خسارتها، وخصوصًا قراره بإعادة فتح التحقيق في رسائلها الإلكترونية قبل أقل من أسبوعين من موعد الانتخابات. وفي 14 يونيو 2018، أصدر المفتش العام بوزارة العدل، مايكل إي. هورويتز، تقريره بشأن تعامل مكتب التحقيقات مع قضية كلينتون، ووجّه فيه انتقادات إلى تصرفات كومي خلال تلك الفترة.
أقال الرئيس دونالد ترامب كومي من منصبه في 9 مايو 2017. وقد أشارت تصريحات من ترامب والبيت الأبيض إلى أن الإقالة جاءت لتخفيف "الضغط" الناتج عن تحقيق مولر. وفي وقت لاحق من نفس الشهر، قام كومي بترتيب تسريب مذكرة كتبها بعد اجتماع خاص جمعه بترامب في 14 فبراير 2017، ذكر فيها أن الرئيس طلب منه إنهاء تحقيق مكتب التحقيقات الفيدرالي المتعلق بمايكل فلين، مستشار الأمن القومي السابق. وقد فُسرت الإقالة، إلى جانب مذكرات كومي واجتماعاته مع ترامب وشهادته أمام الكونغرس في يونيو من نفس العام، من قبل بعض المعلقين كأدلة على احتمال عرقلة سير العدالة من قبل ترامب، وأصبحت هذه الأحداث جزءًا من تحقيق مولر.
وجد المفتش العام هورويتز أن كومي خالف سياسات مكتب التحقيقات فيما يتعلق بتسريب المذكرات، إلا أنه أضاف بأنه "لا يوجد دليل على أن كومي أو محاميه سربوا أيًا من المعلومات السرية الواردة في أي من المذكرات إلى أعضاء وسائل الإعلام". ورفضت وزارة العدل توجيه تهم جنائية ضده. وفي أغسطس 2019، خلص مكتب المفتش العام إلى أن احتفاظ كومي بالمذكرات وطريقة تعامله معها وتوزيعها خالفت سياسات وزارة العدل ومكتب التحقيقات واتفاقية عمله مع المكتب. وفي ديسمبر 2019، نشر هورويتز تقريرًا خلُص فيه إلى عدم وجود تحيز سياسي ضد ترامب من قبل كومي أو مسؤولي مكتب التحقيقات الآخرين.

## وصلات خارجية
- جيمس كومي على موقع IMDb (الإنجليزية)
- جيمس كومي على موقع الموسوعة البريطانية (الإنجليزية)
- جيمس كومي على موقع الموسوعة البريطانية (الإنجليزية)
- جيمس كومي على موقع مونزينجر (الألمانية)
- جيمس كومي على موقع إن إن دي بي (الإنجليزية)
- جيمس كومي على موقع قاعدة بيانات الفيلم (الإنجليزية)
- جيمس كومي على موقع كينوبويسك (الروسية)

جيمس كومي على تويتر.